# Indented Head
Indented Head är en udde i Australien. Den ligger i delstaten Victoria, omkring 43 kilometer sydväst om delstatshuvudstaden Melbourne.
Trakten är glest befolkad. Närmaste större samhälle är Clifton Springs, omkring 14 kilometer väster om Indented Head. 
Genomsnittlig årsnederbörd är 939 millimeter. Den regnigaste månaden är juni, med i genomsnitt 128 mm nederbörd, och den torraste är januari, med 44 mm nederbörd.